# Бакрче (Зеленодольский район)
Бакрче (тат. Бакырчы) — село на правобережной, Нагорной стороне Зеленодольского района Республики Татарстан. Входит в состав Акзигитовского сельского поселения.

## Расположение
Расположено на реке Укша, правом притоке реки Ари, вблизи границы с Чувашской Республикой, в 46 км к юго-западу от города Зеленодольска.

## История
Окрестности села были обитаемы в эпоху бронзового века, о чём свидетельствует археологический памятник – Бакрчинская стоянка (приказанская культура бронзового века).
Татарская деревня Бакрче известна со времён Казанского ханства. В середине XVIII века жители из ясачных были переведены в разряд служилых татар и приписаны к лашманской повинности; до 1860-х годов относились к категории государственных крестьян; около 25% числились крещёными. Основные занятия жителей в этот период — земледелие и разведение скота.
Согласно «Спискам населённых мест Российской империи» по состоянию на 1859 год казённая деревня Бакарчи относилась к Цивильскому уезду Казанской губернии: 184 двора крестьян, население — 526 душ мужского пола и 568 женского, всего — 1094 человека. Магометанский молитвенный дом.
Официальный приход существовал с конца XVIII века. В 1865 году построена новая мечеть, открыт мектеб.
По сведениям переписи 1897 года, в деревне Бакарчи Цивильского уезда Казанской губернии проживали 1048 человек (443 мужчины, 605 женщин), из них 1045 мусульман. В 1897 году, во время проведения Первой всероссийской переписи населения в селе произошли волнения, подавленные воинской командой во главе с губернатором П. А. Полторацким. По мотивам этих событий был создан народный баит «Бакрче».
В 1907 году была построена мечеть второго прихода.
В начале XX века здесь также функционировали 3 ветряные мельницы, кузница, 3 мелочные лавки. В этот период земельный надел сельской общины составлял 1573,8 десятин.
До 1920 года село относилось к Ново-Ковалинской волости Цивильского уезда Казанской губернии. В 1920—1921 годах входило в Чувашскую автономную область. С 22 сентября 1921 года в Свияжском кантоне ТАССР. С 14 февраля 1927 года в Нурлатском, с 1 февраля 1963 года в Зеленодольском районах.
В 1929 году в селе был образован колхоз. С 1994 года коллективное предприятие, с 2002 года сельскохозяйственный производственный кооператив «Бакрче». С 2003 года в составе подразделения акционерного общества «Красный Восток Агро» (полеводство, молочное скотоводство).

## Население
| 1782 | 1859 | 1897 | 1926 | 1938 | 1949 | 1958 | 1970 | 1979 | 1989 | 2002 | 2010 | 2017 |
| ---- | ---- | ---- | ---- | ---- | ---- | ---- | ---- | ---- | ---- | ---- | ---- | ---- |
| 157  | 1094 | 1330 | 762  | 576  | 780  | 694  | 630  | 576  | 440  | 416  | 380  | 338  |

Национальный состав села — татары.

## Инфраструктура
В селе функционирует начальная школа – детский сад, многофункциональный центр (с 2016 г.), фельдшерско-акушерский пункт (с 2014 г.).

## Религия
Мечеть «Суфия» (с 1992 г.).

## Известные люди
- Юнус Сафиуллин[тат.] — театральный артист, заслуженный деятель искусств РТ.
- Райхана Зайнуллина[тат.] — педагог, писатель.

## Комментарии
1. ↑  Данное наименование используется в официальных документах. На топографических картах советского времени село обозначено как «Бакырчи», что более близко к татарскому написанию. Это же название часто используется в интернете.